# Brant Daugherty
Brant David Daugherty (* 20. August 1985 in Mason, Ohio) ist ein US-amerikanischer Schauspieler.

## Leben und Karriere
Daugherty ging auf der William Mason High School zur Schule und besuchte später auch das Columbia College in Chicago. Er wuchs mit seinem Bruder Adam und seiner Schwester Caitey auf. Im Februar 2009 starb sein Vater David im Alter von 57 Jahren. Er lebt seit 2008 in Los Angeles.
Seine ersten Erfahrungen im Showbusiness machte er im Jahre 2007. Er gab sein Schauspieldebüt in dem Kurzfilm Suspension. Er erhielt eine Nebenrolle als Noel Kahn in der ABC-Family-Fernsehserie Pretty Little Liars, die er zwischen 2010 und 2016 in 27 Episoden gespielt hat. Von 2012 bis 2013 war er in der Seifenoper Zeit der Sehnsucht als Brian zu sehen.
2013 verkörperte er den Leutnant Patrick Clarke in der Dramaserie Army Wives. Ebenfalls 2013 nahm er an der 17. Staffel von Dancing with the Stars teil und belegte mit seiner Tanzpartnerin Peta Murgatroyd den siebten Platz. In dem 2013 veröffentlichten Spielfilm Die Pute von Panem – The Starving Games, der Die Tribute von Panem – The Hunger Games parodiert, spielt er die Rolle des Dale.

## Filmografie

### Film
- 2008: Suspension
- 2013: Die Pute von Panem – The Starving Games (The Starving Games)
- 2014: The Michaels
- 2015: Ungodly Acts
- 2015: Merry Kissmas
- 2016: Suicide Note – Falscher Verdacht (Suicide Note)
- 2016: Accidentally Engaged
- 2018: Fifty Shades of Grey – Befreite Lust (Fifty Shades Freed)
- 2020: Just for the Summer
- 2021: Natürlich Liebe! (Parked for Love)
- 2022: Roadtrip ins royale Herz (A Royal Runaway Romance)

### Fernsehserien
- 2009: Private (8 Episoden)
- 2010–2012, 2014, 2016: Pretty Little Liars (27 Episoden)
- 2011: Super Sportltes (27 Episoden)
- 2012–2013: Zeit der Sehnsucht (Days of Our Lives, 14 Episoden)
- 2013: Army Wives (9 Episoden)
- 2013: Dancing with the Stars (Staffel 17)
- 2014: Anger Management (Episode 2x74)
- 2016: Relationship Status (3 Episoden)
- 2017: Dear White People (Episoden 1x03–1x04)